# Entropia (grup musical)
Entropia és un grup musical underground de metal extrem format el 1994 i cantat íntegrament en català amb seu a Barcelona, d'ideari anarkosatanista i antifeixista amb més de 20 anys de trajectòria. El seu estil ha anat evolucionant de l'inicial punk metal psicodèlic al Brutal Death i posteriorment al drone doom experimental.

## Membres[calcitació]
La formació inicial del grup fou l'integrada per Karkassa (guitarra, veu i harmònica), Selrak (baix i veu), Ros (guitarra) i Sakrifici (bateria). A partir del 1994. La formació considerada amb més repercussió fou la integrada per Karkassa (guitarra i veu), Selrak (baix i veu) i Uretra (bateria) entre els anys 2002 i 2010. Altres membres destacables foren Saz (control synthesizer), Pol (bateria) i Otèsanek (guitarra) 

## Discografia[calcitació]
- Entropia tape/cassette (Autogestió Musical, 1995)
- La lògica d'Auschwitz tape/cassette (Autogestió Musical, 1996)
- Predemo 97 tape/cassette (Autogestió Musical, 1997)
- Donants kadavèriks nens CDR (Autogestió Musical, 2000)
- A destripar (live split with Mixomatosis)" CDR (Autogestió Musical, 2001)
- Donants kadavèriks nens remaster CDR (Autogestió Musical, 2002)
- De viu en viu (live in Nancy 2003)" CDR (Autogestió Musical, 2004)
- Takte mòrbid CD + 2 vídeo clips (Rebentat i Takte Mòrbid) (Voliac Rock Produccions, 2005)
- Topografia del terror CD (AnarkoSatanisme Records + Voliac Rock Produccions, 2011) (no difós)
- Konjur de creació CD Single + vídeo film (AnarkoSatanisme Records + Voliac Rock Produccions, 2012)
- Pànik sagnant CD (AnarkoSatanisme Records + Voliac Rock Produccions, 2014)
- Pànik sagnant DVD (AnarkoSatanisme Records + Voliac Rock Produccions, 2026)